# Pieter de Jode l'Ancien
Pour les articles homonymes, voir De Jode.
Pierre de Jode, dit l'Ancien ou le Vieux (Anvers, 1570-1634), est un graveur flamand, qui a produit un nombre important d'estampes d'après les maîtres italiens de la Renaissance. Il est le père du graveur et marchand d'art Pieter de Jode le Jeune.

## Biographie
Pieter de Jode est né à Anvers en août 1570 (baptisé le 31). Son père est le célèbre cartographe Gerard de Jode.
Il est d'abord formé aux techniques de dessin et de gravure par son père, avant d'étudier auprès de Hendrik Goltzius à Haarlem.
Il est actif à Amsterdam au début des années 1590, puis voyage en Italie.

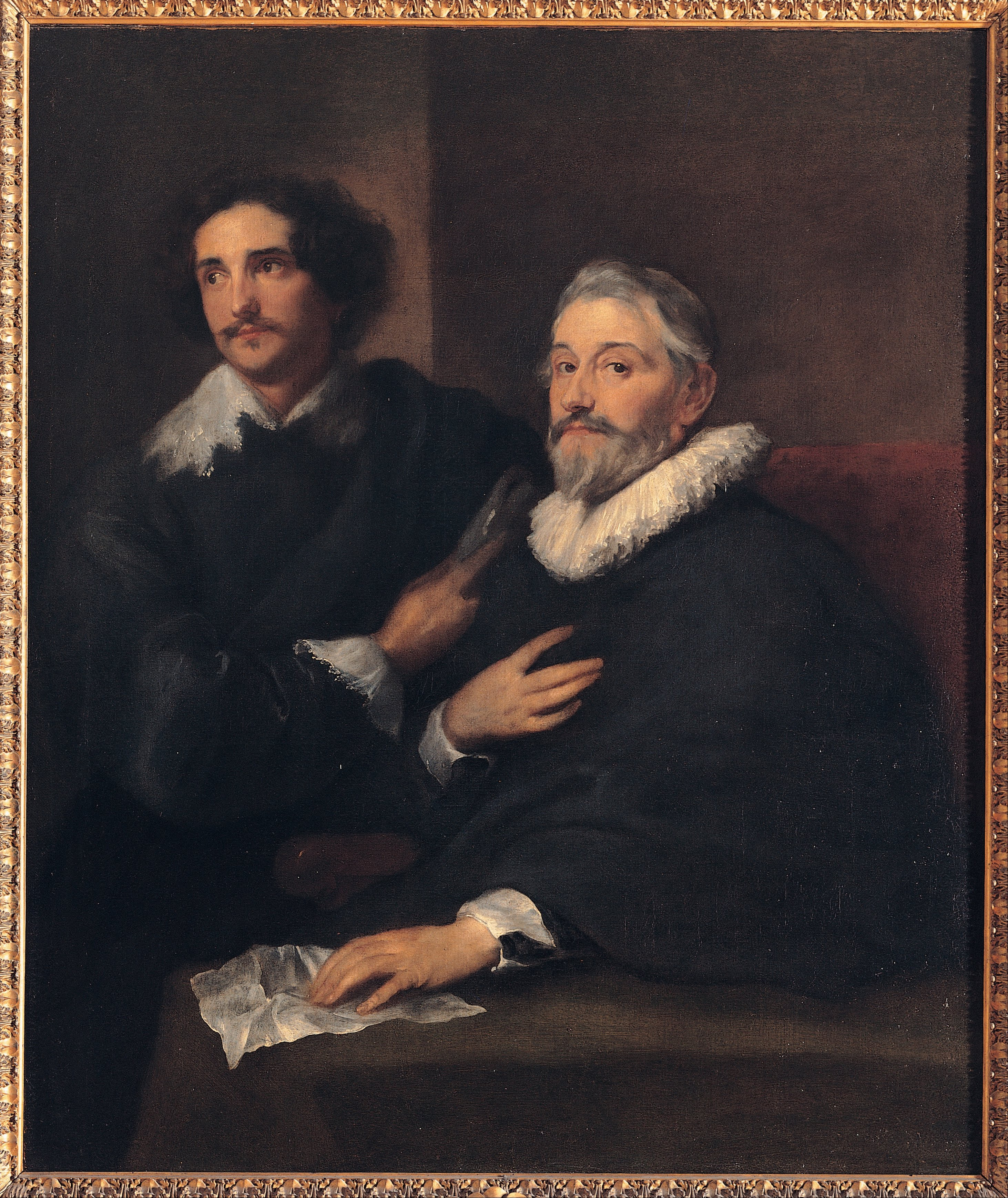
Portrait de Pieter de Jode l'Ancien et Pieter de Jode le Jeune
par Antoine van Dyck, 1625
Musées du Capitole, Rome

Installé à Rome dans les années 1590, il exécute des gravures de reproduction d'après Titien, Jules Romain et Jacopo Bassano. Ses gravures d'après les maîtres italiens serviront de source pour Carel van Mander. Il séjourne à Venise où il réalise une série de gravures d'après des dessins de Maarten de Vos, publiée par Crispin de Passe l'Ancien.
Il rentre à Anvers en 1599 et devient franc-maître de la guilde de Saint-Luc locale. Il a comme élèves son fils Pieter de Jode le Jeune, mais aussi Pieter de Bailliu, Johan Caspar Dooms, Pieter Perret et Nicolaes Ryckmans.
Il voyage à Paris de 1631 à 1632, puis revient à Anvers où il meurt le 9 août 1634.

## Œuvre
Pieter de Jode l'Ancien a d'abord produit des gravures d'après Bartholomeus Spranger, ce qui tend à démontrer l'influence de son maître Hendrik Goltzius. Cette influence est patente dans sa technique sophistiquée, disciplinée mais fougueuse.
Lors de son séjour en Italie, il a principalement gravé des œuvres d'après les maîtres italiens tels que Titien, Jacopo Bassano, Jules Romain, Annibale Carracci, Francesco Vanni — il perd peu à peu l'influence de Goltzius. Dès son retour à Anvers, il réalise des gravures d'après des dessins de Sébastien Vrancx, Otto van Veen, Antoine van Dyck et Rubens.
Parmi un grand nombre d'estampes qu’il a produites : le Jugement dernier, qui est une composition de grand format, d'après Jean Cousin. De ce même Jean Cousin, il est dit qu’il a aussi gravé l’Eva prima pandora et que pour faire plaisir au roi Henri IV, il aurait placé son portrait sur le premier rang des élus contemplant la gloire céleste ; une Vierge d’après Le Titien ; Jésus-Christ donnant les clés à saint-Pierre d’après Rubens et La Vie et les miracles de Sainte Catherine d’après Francesco Vanni.

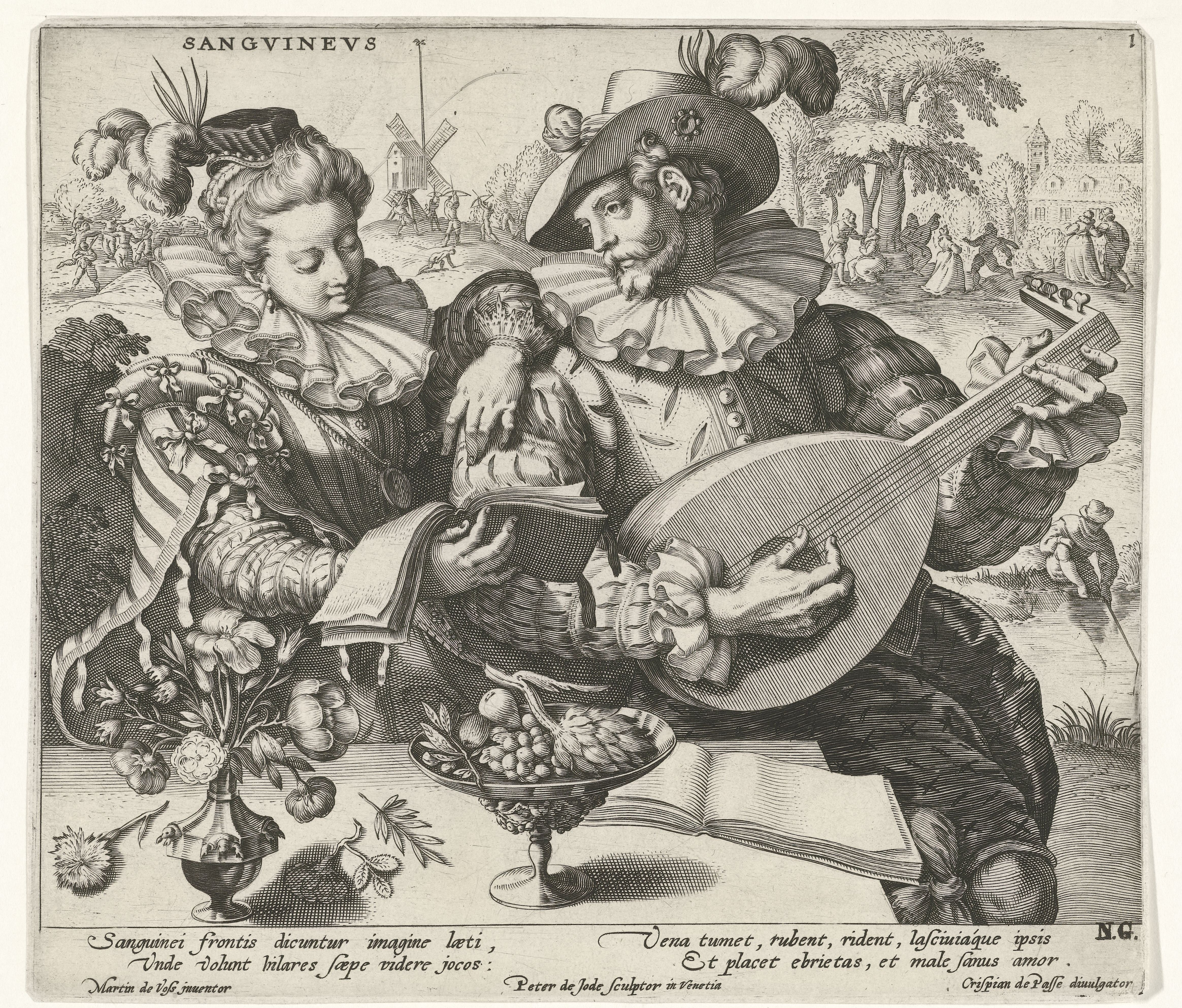
Les quatre tempéraments

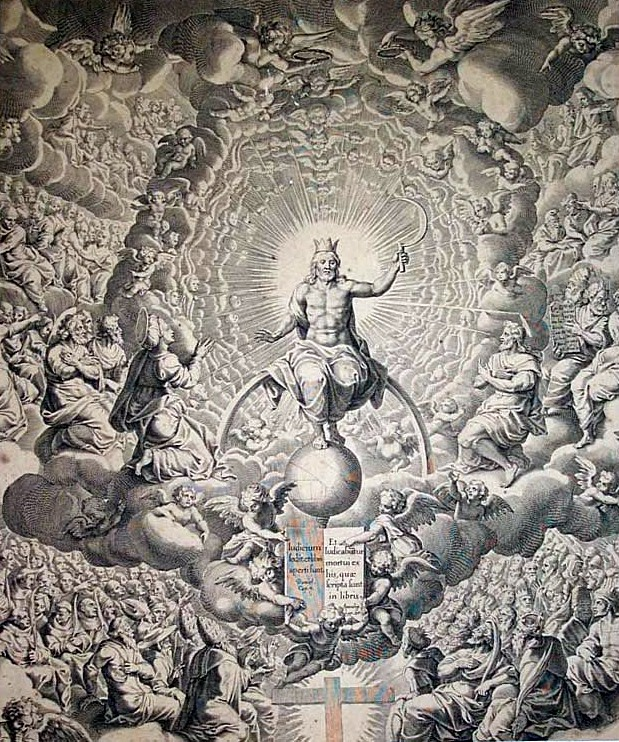
Le Christ en gloire, de la série Le Jugement final

Il mit aussi au jour les Métamorphoses d’Ovide gravées par Antonio Tempesta (graveur florentin, mort en 1630).
Il a par ailleurs fait des dessins originaux pour des projets éditoriaux destinés à des graveurs anversois.